# Rađanje jednog doba
Rađanje jednog doba (naslov originala: eng. Birth of an age) je živopisan trodjelni roman autora Jamesa BeauSeigneura koji sjajno dramatizira događanja u doba svršetka svijeta koja su opisana u Otkrivenju, u kojem su spojena apokaliptična proročanstva, znanost, vojne pojedinosti, nedavna stvarna događanja i kršćanski zapisi i tradicije. Roman predstavlja dobro osmišljeni i metodički istraženi pogled na smak svijeta iz geta evangelističke supkulture.
Roman je zamišljen kao djelo koje bi pripadalo povijesnoj i proročanskoj beletristici. Uz poznate povijesne ličnosti i događaje u djelu se mogu naći i događaji i likovi koji su oživjeli zahvaljujući mašti autora.